# Заречье (Селивановское сельское поселение)
Заре́чье — деревня в Селивановском сельском поселении Волховского района Ленинградской области.

## История
Деревня Заречье упоминается на карте Санкт-Петербургской губернии Ф. Ф. Шуберта 1834 года.

ЗАРЕЧЬЕ — деревня принадлежит тайному советнику Мордвинову, число жителей по ревизии: 70 м. п., 70 ж. п. (1838 год)

Деревня Заречье отмечена на карте Ф. Ф. Шуберта 1844 года.

ЗАРЕЧЬЕ — деревня действительного статского советника барона Вилье, по просёлочной дороге, число дворов — 21, число душ — 76 м. п. (1856 год)

ЗАРЕЧЬЕ — деревня владельческая при реке Валгоме (1862 год)

В 1884 году временнообязанные крестьяне деревни выкупили свои земельные наделы у Е. П. и П. П. Сахаровых и стали собственниками земли.
Согласно епархиальным сведениям 1899 года деревня относилась к приходу Крестовоздвиженской (ранее Воскресенской, Воскресенского Масельгского погоста) церкви в селе Лунгачи.
В конце XIX — начале XX века деревня административно относилась к Усадище-Масельгской волости 3-го стана Новоладожского уезда Санкт-Петербургской губернии.
По данным «Памятной книжки Санкт-Петербургской губернии» за 1905 год деревня называлась Заречье-на-Лунгаче.
Согласно карте Петроградской и Новгородской губерний издания 1915 года через деревню Заречье протекали река Валгамка и ручей Оловановской.
С 1917 по 1923 год деревня называлась Заречье на Лунгаче и входила в состав Лунгачского сельсовета Усадище-Масельгской волости Новоладожского уезда.
С 1923 года в составе Колчановской волости Волховского уезда.
В 1926 году население деревни составляло 182 человека.
С 1927 года в составе Волховского района.
По данным 1933 года деревня называлась Заречье и входила в состав Лунгачского сельсовета Волховского района.

Деревня Заречье на карте 1940 года

С 1946 года в составе Новоладожского района.
С 1954 года в составе Низинского сельсовета.
В 1958 году население деревни Заречье на Лунгаче составляло 73 человека.
С 1963 года вновь в составе Волховского района.
По данным 1966 и 1973 годов деревня называлась Заречье и также входила в состав Низинского сельсовета.
По данным 1990 года деревня Заречье входила в состав Селивановского сельсовета.
В 1997 и 2002 годах в деревне Заречье Селивановской волости не было постоянного населения.
В 2007 году в деревне Заречье Селивановского СП проживали 2 человека.

## География
Деревня находится в северо-восточной части района на автодороге 41К-405 (Низино — Лунгачи — Телжево).
Расстояние до административного центра поселения — 12 км.
Деревня расположена к северу от железнодорожной платформы Телжево (159 км) на линии Волховстрой I — Лодейное Поле. Расстояние до ближайшей железнодорожной станции Лунгачи — 5 км.
Деревня находится на левом берегу реки Валгомка.

## Демография
| 2007 | 2010 | 2017 |
| ---- | ---- | ---- |
| 2    | ↗9   | ↘4   |

### Национальный состав
Согласно данным Всероссийской переписи населения 2021 года в деревне проживали 6 человек, из них:
 русские — 5, армяне — 1 человек.